# Арношт Кройц
Вілем Арношт Кройц (чеськ. Vilem Arnošt Kreuz, 9 травня 1912, Усті-над-Лабем — 9 лютого 1974, Нордерштедт) — чехословацький футболіст, що грав на позиції нападника, зокрема, за національну збірну Чехословаччини.

## Клубна кар'єра
У футболі дебютував 1929 року виступами за команду «Тепліцер», в якій провів чотири сезони.
Своєю грою за цю команду привернув увагу представників тренерського штабу клубу «Спарта» (Прага), до складу якого приєднався 1932 року. Відіграв за празьку команду наступний сезон своєї ігрової кар'єри.
1935 року уклав контракт з клубом «Прага», у складі якого провів наступний рік своєї кар'єри гравця.
1937 року перейшов до клубу «Пардубиці», за який відіграв 4 сезони. Завершив професійну кар'єру футболіста у 1941 році.

## Виступи за збірну
1931 року дебютував в офіційних матчах у складі національної збірної Чехословаччини. Протягом кар'єри у національній команді провів у її формі 3 матчі.
У складі збірної був учасником чемпіонату світу 1938 року у Франції, де зіграв проти збірної Бразилії (1-2).
Помер 9 лютого 1974 року на 62-му році життя у місті Нордерштедт.

## Досягнення
- Володар Кубка Німеччини: 1963